# Rhynchina pallidinota
Rhynchina pallidinota là một loài bướm đêm trong họ Erebidae.